# Eugène Apert
Ne doit pas être confondu avec Eugène Appert.
Eugène Apert, né le 27 juillet 1868 et mort le 2 février 1940, est un pédiatre et médecin des Hôpitaux de Paris, spécialisé dans le domaine des affections endocriniennes. Il est le découvreur du syndrome de la craniosynostose qui porte son nom, le syndrome d'Apert.
Eugène Apert obtint son doctorat en médecine en 1897. Il était l'élève du pédiatre Antoine Marfan (1858-1942).
Il fut médecin à l'hôpital de l'Hôtel-Dieu de Paris et à l'hôpital Saint-Louis.
De 1919 jusqu'en 1934, il a travaillé à l'Hôpital Necker-Enfants malades à Paris. Il collabora dans les services du pédiatre Jacques-Joseph Grancher (1843-1907) et du chirurgien Paul Georges Dieulafoy (1839-1911) qui ont eu une influence importante pour sa carrière. Il a également collaboré avec le dermatologue François Henri Hallopeau (1842-1919).
Eugène Apert étudia principalement les maladies génétiques et les anomalies congénitales.
En 1906, il étudia plusieurs cas de personnes qui avaient des malformations congénitales du crâne. Ce trouble est connu comme le syndrome d'Apert et se compose d'une triade de troubles, à savoir une craniosténose, syndactylie et un sous-développement maxillaire.
Eugène Apert publia de nombreux articles dans le domaine de la pédiatrie, y compris un manuel d'influence sur l'éducation des enfants. Il était également un membre fondateur de la Société française de l'eugénisme.

## Distinctions
- Chevalier de la Légion d'honneur (1921)